# Kesanje (sura)
Kesanje (arabsko At-Tawba) je 9. sura (poglavje) v Koranu, ki jo sestavlja 129 ajatov (verzov). Je medinska sura.
Med opravljanjem molitve (salata oz. namaza) pri tej suri verniki opravijo 16 ruku'jev (priklonov).